# Ciprian Porumbescu
Ciprian Porumbescu, rodným jménem Ciprian Gołęmbiowski (14. říjen 1853, Șipote (Bukovina) - 6. červen 1883, Stupca (dnes Ciprian Porumbescu)) byl rumunský hudební skladatel narozený v obci Šepot na území dnešní Ukrajiny, asi 40 km severozápadně od Jasy. Jeho skladba Pe-al nostru steag e scris Unire se stala albánskou státní hymnou (Hymni i Flamurit). Jeho skladba Trei culori byla rumunskou hymnou v letech 1977-1990.
Hudbu se učil již v raném věku, veden k ní svým otcem, spisovatelem a pravoslavným knězem. Vystudoval ji v letech 1879-1881 na vídeňské konzervatoři (Konservatorium für Musik und darstellende Kunst), kde byl žákem Franze Krenna a Antona Brucknera.
Roku 1882 složil operetu Crai nou, jedno z nejpopulárnějším rumunských děl v tomto žánru. Většinu skladeb složil ale až v pozdějších letech, když pracoval v kostele sv. Mikuláše v Brašově. Jeho velkou inspirací, jako pro mnoho jiných skladatelů romantické éry, byl folklór. Psal též poezii a publicistiku.
Roku 1877 byl zatčen rakouskými úřady (Brašov, stejně jako celá Bukovina, byl tehdy součástí Rakousko-Uherska) za propagování myšlenky rumunské nezávislosti a činnost ve studentském rumunském spolu Arboroasa. Ač byl shledán později nevinným, ve vazební věznici onemocněl tuberkulózou. Na následky tuberkulózy krátce po propuštění zemřel, v 29 letech. Město Stupca, kde zemřel, dnes nese jeho jméno.